# Gras double à l'albigeoise
Le gras double à l'albigeoise est une recette traditionnelle d'Albi et du sud-ouest de la France.

## Historique
Le safran de l'Albigeois a longtemps été une culture de rapport dans les terres sèches. Tombé en désuétude durant le XXe siècle, sa culture est en cours de relance et des producteurs se sont même fédérés en association sous la marque collective « Safran du Tarn et du Lauragais ».
La cuisson au four en terrine durant plusieurs heures était autrefois faite dans le four du boulanger. Cette longue cuisine est indispensable pour ce type de viande.

## Recette

### Ingrédients
Le gras double est la panse du bœuf ou du veau. Il est blanchi avant cuisson. Le jambon de Lacaune est une charcuterie utilisée de longue date dans la cuisine tarnaise pour son goût salé et parfumé.
Les légumes sont oignons, carottes, poireau et gousse d'ail.
Les condiments sont le safran, le poivre, des clous de girofle, du thym et du laurier. Le gaillac est un vin local renommé en cuisine, en particulier le vin blanc sec. L'armagnac a remplacé l'eau-de-vie de gaillac qui n'est plus commercialisée[réf. nécessaire].

### Cuisson
Le gras double coupé en morceaux est cuit plusieurs heures dans un bouillon aux légumes, condiments, du vin blanc sec de gaillac et des os de veau. Il est traditionnellement cuit dans une cocotte lutée avant de passer au four.

### Sauce
Le jambon de Lacaune est détaillé en petits dés et sauté avec oignons hachés, ail et persil ciselé. La sauce est saupoudrée de farine et mouillée avec du bouillon de cuisson passé au chinois. C'est à ce stade que le safran est ajouté avec un petit verre d'armagnac.
Avant service, le gras double est égoutté, la sauce est additionnée de safran et de câpres égouttées et remise à cuire quelques minutes avec le gras double.

## Service
Le gras double est servi accompagné de pommes de terre vapeur. Le même gaillac blanc sec que celui de la sauce convient au service à table, comme un vin rouge léger et fruité.